# Hitch-22
Hitch-22: A Memoir est une autobiographie de l'écrivain et journaliste Christopher Hitchens parue en 2010. 
Publiée en juin 2010, elle a connu un franc succès et a été nommée au National Book Critics Circle Award. Sa tournée de promotion a été stoppée par le début du traitement de Christopher Hitchens pour un cancer de l'œsophage, dont il est mort l'année suivante.
Le livre est publié en français en 2022 chez Le Cherche Midi.